# 어크로스 더 유니버스 (영화)
《어크로스 더 유니버스》(영어: Across the Universe)는 2007년 공개된 미국의 뮤지컬 로맨틱 드라마 영화이다. 줄리 테이머가 연출했으며, 비틀스 음악을 소재로 삼았다. 에번 레이철 우드, 짐 스터지스, 조 앤더슨 등이 출연하였다.

## 줄거리
1960년대. 리버풀 조선소 일꾼 주드는 제2차 세계 대전 때 어머니를 만났던 미군 아버지를 찾아 여자친구 몰리를 두고 미국으로 떠난다.
주드는 프린스턴 대학교 관리인으로 지내는 아버지 웨스를 찾아내지만 부자는 그닥 교감을 하지 못한다. 뉴저지주에 사는 루시는 베트남 전장으로 떠난 남자친구 대니얼을 그리워한다. 오하이오주 데이턴 치어리더 프루던스는 다른 여성 치어리더를 흠모하다가 수치심에 중퇴한다. 주드는 프린스턴 캠퍼스에서 슬래커 재학생 맥스와 친해지고 여동생 루시를 소개받은 뒤 점점 좋아하게 된다.
주드와 대학을 중퇴한 맥스는 가수 세이디가 꾸리는 그리니치빌리지 보헤미안 거주지에서 살기 시작한다. 주드는 화가, 맥스는 택시 운전사가 된다. 대니얼은 베트남에서 전사한다.
1967년 디트로이트 폭동 중 한 흑인 소년이 사망한다. 그의 형인 기타 연주자 조조는 뉴욕에서 세이디의 밴드 오디션을 보고, 곧 프루던스가 무리에 합류한다. 루시와 주드는 사랑에 빠지고, 학적이 없어진 맥스는 징병 대상자가 된다. 프루던스는 자신이 좋아하는 세이디가 조조와 엮이자 우울해한다.
루시는 반전 운동에 참여하며 운동가 파코가 이끄는 민주사회학생회(SDR)에 들어가고, 비정치적인 주드와 갈등을 겪다가 헤어진다. 세이디는 단독 순회 공연을 제안받으면서 조조와 끝이 난다. 얼마 후 컬럼비아 대학교 반전 시위에서 파코와 루시가 체포되자 주드는 루시에게 닿으려고 경찰에 저항하다가 본인도 체포된다.
추방된 주드는 리버풀로 돌아와 다시 조선소에서 일한다. 조조는 홀로 바에서 기타 연주를 하고, 세이디는 순회 공연이 성공하지만 술에 기댄다. 베트남에 끌려갔던 맥스는 부상으로 제대한 뒤 모르핀에 의존한다. 루시는 파코와 가까워지지만 운동이 과격해지자 파코와 SDR을 모두 떠난다.
파코가 만든 수제 폭탄이 터져 그와 공범들이 사망했다는 기사가 뜨자 주드는 루시도 사망했을까 봐 두려워한다. 맥스는 루시가 무사하다고 전화로 알려 주고, 주드는 뉴욕으로 돌아갈 방법을 찾는다. 화해한 조조와 세이디는 루프톱 콘서트를 연다. 맥스는 주드를 루프톱 콘서트가 열린 옥상에 데려가고, 공연을 해산시킬 목적에서 출동한 경찰은 주드가 노래 부르는 걸 마지못해 허용한다. 주드는 맞은편 건물 옥상에서 루시를 발견하고, 둘은 서로를 바라보며 미소 짓는다.

## 출연진
- 에번 레이철 우드 - 루시 역 ← Lucy in the Sky with Diamonds
- 짐 스터지스 - 주드 역 ← Hey Jude
- 조 앤더슨 - 맥스 역 ← Maxwell's Silver Hammer
- 데이나 푹스 - 세이디 역 ← Sexy Sadie
- 마틴 루서 매코이 - 조조 역 ← Get Back
- T.V. 카피오 - 프루던스 역 ← Dear Prudence
- 스펜서 리프 - 대니얼 역 ← Rocky Raccoon
- 리사 호그 - 몰리 역 ← Ob-La-Di, Ob-La-Da
- 앤절라 마운지 - 마사 피니 역 ← Martha My Dear
- 로버트 클로헤시 - 웨슬리 “웨스” 휴버트 역
- 딜런 베이커/린다 이먼드 - 더 캐리건스 역: 루시의 부모님.
- 린 코언 - 캐리건 할머니 역
- 빌 어윈 - 테디 삼촌 역 ← Teddy Boy
- 티머시 T. 미첨 - 조조의 남동생 역
- 캐럴 우즈 - 가스펠 가수 역 ← Let It Be
- 조 코커 - 부랑자 / 포주 / 정신 나간 히피 역
- 제이컵 피츠 - 잡지 랫 직원 역
- 해리 레닉스 - 육군 중사 역
- 로건 마셜그린 - 파코 역
- 제임스 어배니액 - 빌 역: 세이디의 매니저. ← The Continuing Story of Bungalow Bill
- 보노 - 독터 로버트 역 ← Doctor Robert
- 대니얼 에즈럴라우 - 수녀원장 역 ← Happiness Is a Warm Gun
- 에디 이자드 - 미스터 카이트 역 ← Being for the Benefit of Mr. Kite!
- 예카테리나 스크나리나 - 리타 역: 프루던스의 여자친구. 미스터 카이트의 서커스에서 일하는 연체 곡예사 ← Lovely Rita
- 살마 하예크 - 뱅뱅 슛슛 간호사 역 ← Happiness Is a Warm Gun